# Inuplan
Inuplan är en grönländsk ingenjörsfirma med huvudkontor i Nuuk. Inuplan arbetar med teknisk rådgivning inom bygg, anläggning, infrastruktur, energi, vatten och miljö. Firman hade 35 anställda 2012, och räknar sin historia från 1963. 